# Gwiazdy polskiej muzyki lat 80. (album Voo Voo)
Gwiazdy polskiej muzyki lat 80. – album kompilacyjny zespołu Voo Voo wydany w 2007 roku jako dodatek do gazety. Zawiera 16 przebojów grupy z lat 1986–1989. Do albumu jest dołączona 24-stronicowa książeczka zawierająca krótką historię zespołu, wywiad z Wojciechem Waglewskim oraz kalendarium. Płyta jest częścią kolekcji Dziennika i jest 24 częścią cyklu „Gwiazdy polskiej muzyki lat 80.”

## Lista utworów
1. „Nim stanie się tak jak gdyby nigdy nic” (1987) – 3:34
2. „Faza” (1986) – 3:56
3. „Niewidzialny” (1987) – 4:36
4. „Wizyta III” (1986) – 4:15
5. „No co to ma być” (1987) – 3:23
6. „Zwaliło mnie z nóg” (1987) – 3:51
7. „Bez obroży” (1989) – 2:32
8. „Esencja” (1987) – 2:54
9. „Wizyta II” (1986) – 3:54
10. „To nie jest przewidziane” (1987) – 4:07
11. „Wizyta I” (1986) – 2:28
12. „Sfora zmór” (1989) – 4:36
13. „Faz” (1986) – 2:42
14. „Faza I” (1986) – 2:52

- Muzyka: W. Waglewski (1, 3, 5 – 8, 10, 12); Voo Voo (2, 4, 9, 11, 13, 14)
- Słowa: W. Waglewski (1, 3, 5 – 8, 10, 12); Voo Voo (2, 4, 9, 11, 13, 14)
- Licencje: MTJ / Voo Voo (1 – 6, 8 – 11, 13, 14); Box Music / Voo Voo (7, 12)